# Willy Chinyama
Willy Chinyama (Lusaka, 19 aprile 1984) è un ex calciatore zambiano di ruolo difensore.

## Carriera

### Club
Ha sempre giocato nel campionato zambiano.

### Nazionale
Convocato per la Coppa d'Africa 2008, ha collezionato 14 presenze con la maglia della Nazionale.